# Jean-André Deluc
Jean-André Deluc ali de Luc, (angleško John Andrew De Luc), FRS, švicarski geolog, naravoslovec in meteorolog, * 8. februar 1727, Ženeva, Švica, † 7. november 1817, Windsor, grofija Berkshire, Anglija.
Deluc je bil med prvimi znanstveniki, ki so raziskovali visoke gore. Izdeloval je tudi merilne inštrumente.

## Življenje
Njegova družina je prišla v Švico iz Lucce v Italiji v 15. stoletju. Njegova mati je bila Françoise Huaut. Njegov oče Jacques-François Deluc je napisal ovržbo proti Mandevillu in drugim racionalističnim piscem, bil pa je tudi odločen podpornik Rousseauja.
Kot Le Sageov učenec je Deluc dobil osnovno izobrazbo v matematiki in filozofiji narave. Zelo zgodaj je začel s posli, kar ga je v večji meri zaposlilo v prvih zrelih letih z izjemo znanstvenega raziskovanja v Alpah leta 1754. S pomočjo brata Guillaume-Antoinea (1729–1812) je zbral krasno zbirko skal, mineralov in fosilov. Kasneje je zbirko povečal njegov nečak, tudi imenovan Jean-André Deluc (1763–1847), ki je tudi pisal o geologiji. Sedaj jo hrani Muzej zgodovine narave v Ženevi (Muséum d'histoire naturelle de Genève).
Deloval je tudi v politiki. Leta 1768, ko so ga poslali kot poslanca k duc de Choiseulu v Pariz, je uspel pridobiti vojvodovo prijateljstvo. Leta 1770 je postal član sveta dvestotih v Ženevi.
Tri leta kasneje so ga denarne izgube v poslih prisilile, da je zapustil svoje rodno mesto. Sem se je vrnil na kratko za par dni le enkrat. Sprememba je bila dobrodošla in ga je osvobodila v prid znanstvenim težnjam. Brez velikega obžalovanja je leta 1773 odšel v Anglijo, kjer so ga izbrali za učitelja kraljice Šarlote. To službo je opravljal 44 let. Omogočila mu je prosti čas in zadostne prihodke.
Navkljub svojim dolžnostim na dvoru je odšel na več tur po Švici, Franciji, Holandiji in Nemčiji. Na začetku nemške ture (1798–1804) so ga na Univerzi v Göttingenu odlikovali s častno profesuro filozofije in geologije, ki pa je ni izvajal. To je pomagalo tudi pokriti diplomatske misije za kralja Jurija III. Nazaj v Angliji je izvedel geološko turo po deželi (1804–1807).
Umrl je po 70-ih letih raziskovanj.

## Znanstveno delo in dosežki

### Opazovanja in teorija
Deluc se je največ zanimal za geologijo in meteorologijo. Razmere v njegovi rodni deželi so ga naravno vodile k opazovanju posebnosti zemeljske zgradbe in značilnosti ozračja, ki se še posebej kažejo v gorskih deželah, in kot preuslužnega meritvam višin. Cuvier ga je omenjal kot avtoriteto na področju geologije. Svoje glavno geološko delo Lettres physiques et morales sur les montagnes et sur l'histoire de la terre et de l'homme (6 zvezkov, 1778–1780) je posvetil kraljici Šarloti. Objavil je zvezke o geoloških potovanjih: v Severno Evropo (1810), Anglijo (1811) ter Francijo, Švico in Nemčijo (1813), ki so bila prevedena v angleščino.
Med odjugo je opazil izginotje toplote v ledu v istem času kot je Black to vzel za osnovo svoje domneve o latentni toploti. Duloc je dognal, da je gostota vode največja pri temperaturi približno 40 °F (4 °C) (in ne pri temperaturi ledišča). Začel je teorijo, ki jo je kasneje naprej razvil Dalton, da je količina vodne pare vsebovana v poljubnem prostoru neodvisna od prisotnosti ali gostote zraka ali od kakšne druge elastične tekočine.
V njegovi knjigi Lettres sur l'histoire physique de la terre (8 zvezkov, Pariz, 1798), naslovljeni Blumenbachu, je razvita teorija o Zemlji, ki je razdeljena v šest period po vzoru šest dni stvarjenja. Vsebuje esej o obstoju splošnega načela moralnosti in daje zanimivo poročilo o pogovorih z Voltaireom in Rousseaujem. Deluc je bil goreč občudovalec Francisa Bacona. O njegovih pisanjih je objavil dve deli: Bacon tel qu'il est (Berlin, 1800), v katerem se kaže slaba vera francoskega prevajalca, ki je izpustil več odlomkov v korist odkrite religije, in Précis de la philosophie de Bacon (2 zvezka 8vo, Pariz, 1802), z zanimivim pogledom na razvoj naravoslovja. Delo Lettres sur le christianisme (Berlin in Hanover, 1803) je bilo sporna korespondenca z nemškim protestantskim teologom Tellerjem iz Berlina glede Mojzesove kozmogonije. Njegovo delo Traité élémentaire de géologie (Pariz, 1809, ki ga je istega leta v angleščino prevedel Henry de la Fite) je bilo v osnovi namenjeno spodbijanju Huttona in Playfaira. Pokazala sta, da geologijo vodi operacija notranje toplote in erozije, njun sistem pa je zahteval veliko več časa kot jo je dopuščala Delucova mojzeška različica Wernerjevega neptunizma.
Več njegovih člankov je bilo objavljenih v Journal de Physique, Philosophical Transactions in Philosophical Magazine.

### Inštrumenti
Deluc je posvetil velik del svojih dejavnosti izboljševanju in izumljanju merilnih inštrumentov.
Izumil je prenosni barometer za uporabo v geoloških odpravah. Njegovo delo Recherches sur les modifications de l'atmosphère (2 vols. 4to, Ženeva, 1772; 2. izd., 4 vols. Pariz, 1784) vsebuje mnoge točne in spretne poskuse o vlagi, izhlapevanju in označbah na higrometrih in termometrih. Revija Philosophical Transactions je objavila njegovo poročilo o novem higrometru podobnemu živosrebrnemu termometru z bučko iz slonovine, ki se je zaradi vlage razširjala in povzročala, da se je živo srebro spuščalo. Kasneje je izumil higrometer iz kitove kosti, ki je sprožil grenki spor z de Saussureom, drugače tudi izumiteljem lasnega higrometra. Z barometrom je meril višine in je prvi podal točna pravila za merjenje. V termometrih se je zavzemal za rabo živega srebra namesto alkohola.
Leta 1809 je Kraljevi družbi poslal dolg članek o ločevanju kemikalij iz električnega učinka suhega člena, vrste Voltovega člena z opisom električnega člena in zračnega elektroskopa, v katerem je predlagal mnenja v nasprotju z zadnjimi odkritji tedanjega časa. Za objavo v Transactions so jih ocenili neprimerno. Suhi člen, ki ga je opisal Deluc, je izdelalo več znanstvenikov in njegovo izboljšavo suhega člena imajo za njegovo najpomembnejše delo, čeprav dejansko ni bil izumitelj. Bil je visoko cenjen mentor mlademu Ronaldsu, ki je objavil več člankov v obdobju 1814–15.

### Svetopisemski in opazovalni podatki
Zadnja desetletja je Deluc posvetil teološkim premislekom. V sporu s Huttonom »sicer nikoli ni razpravljal, da je Hutton ateist, vendar ga je obtožil, da je zadostno upošteval ateizem.«
Posvetil se je usklajevanju opazovalnih podatkov s Svetim pismom, ki ga je imel za opis zgodovine sveta. V svojem delu Lettres physiques et morales je opisal šest dni stvarjenja kot dobe, ki so bile predhodnice današnjega stanja zemeljske oble. Potop je pripisal polnjenju votlin v notranjosti Zemlje. To temo podrobneje obravna Martina Kölbl-Ebert v svojem delu Geology and Religion.

## Priznanja
Deluca so leta 1773 izbrali za člana Kraljeve družbe iz Londona. Bil je dopisni član Francoske akademije znanosti in član več drugih znanstvenih društev.

### Nagrade
Kraljeva družba mu je leta 1791 podelila Copleyjevo medaljo.

### Poimenovanja
Po njem se imenuje udarni krater Deluc na Luni.

## Izbrana dela
- "Account of a new hygrometer", Philosophical Transactions, 63/2, 1773, p. 404–460.
- "Barometrical observations on the depth of the mines in the Hartz", Philosophical Transactions, 67/2, 1777, p. 401–550.
- An essay on pyrometry and areometry and on physical measures in general, London, Nichols, 1778–79 (2 vols).
- An elementary treatise on geology, str. PR1, na Google Knjige (1809); prevod v angleščino Henry De La Fite (d. 1831).
- Geological travels, London, 1810–11 (3 vols): Travels in the north of Europe (vol. 1); Travels in England (vols 2 & 3).
- Experiments concerning the electric machine: showing the electric effects of frictions between bodies, London, 1811.
- Geological travels in some parts of France, Switzerland, and Germany: vol. 1 (1813) (nos. 1–453), vol. 2 (1813) (nos. 454–844), vol. 3 (1811) (nos. 935–1417) na Google Knjige[f]
- Letters on the physical theory of the earth, addressed to Professor Blumenbach, London, 1831 (uvodne opombe in ilustracije Henry De La Fite).

### Seznam del dostopnih na spletu
- Seznam del dostopnih na spletu na e-rara.ch. (francosko) (nemško)
- Članki objavljeni v Philosophical Transactions. (francosko)
- Jean-André Deluc (1779–1780) Lettres physiques et morales sur l'histoire de la terre et de l'homme, 5 vol. (francosko) – digitalni faksimile iz Knjižnice Linde Hall
- Jean-André Deluc (1810–1811) Geological Travels. 3 vol. (angleško) – digitalni faksimile iz Knjižnice Linde Hall